# Costanzo Celestini
Costanzo Celestini (Capri, 14 maggio 1961) è un allenatore di calcio, dirigente sportivo ed ex calciatore italiano, di ruolo centrocampista, tecnico del Gavirate.

## Carriera

### Giocatore
Centrocampista del Napoli dalla stagione 1979-1980 alla stagione 1986-1987, salvo nel 1981-1982, quando venne ceduto in prestito al Catanzaro.

Celestini in azione all'Avellino nel campionato di Serie B 1988-1989

Dopo la vittoria dello scudetto con i partenopei, peraltro senza mai scendere in campo a causa di un grave infortunio, venne ceduto all'Ascoli e l'anno dopo al Pisa, dove militò fra il luglio e il novembre del 1988. In seguito abbandonò la Serie A e giocò per quattro anni nell'Avellino in Serie B, di cui divenne anche capitano. Successivamente si trasferì all'Acireale in Serie C1, per poi chiudere la carriera nella Juve Stabia, sempre in C1.

### Allenatore
Appese le scarpe al chiodo, nel 1997 cominciò la carriera di allenatore nel Capri Isola Azzurra, per poi diventare nel 2001 vice allenatore del Giugliano, in Serie C2. All'inizio della stagione 2002-03 assunse l'incarico di primo allenatore della società campana ma, a causa di una lunga squalifica, venne esonerato.
La stagione successiva si trasferì in Liguria, dove rimarrà per molti anni: si accasò alla Lavagnese, in Serie D, per due stagioni, per poi passare alla guida del neopromosso Sestri Levante. Qui condusse un campionato di vertice fino alla fine del girone di andata, ma il disastroso girone di ritorno gli costò l'esonero, dato che l'obiettivo del Sestri Levante era la Serie C2.
Nel 2006 allenò la Virtus Entella, in Eccellenza, con cui terminò il campionato al secondo posto, venendo successivamente eliminato agli spareggi nazionali. Esonerato prima dell'inizio della nuova stagione, venne chiamato in Serie D dal Savona, ma la sua esperienza terminò nuovamente con l'esonero.
Nella stagione 2008-2009 si accomodò sulla panchina della Caperanese, squadra di Chiavari militante in Eccellenza. Nel primo anno si piazzò al 9º posto con 41 punti, mentre nel secondo portò la squadra alla promozione in Serie D, prima volta nella sua storia, tramite gli spareggi. Il 13 dicembre 2010 venne esonerato a sorpresa dopo una serie di risultati negativi, anche se la squadra, con 25 punti, si trovava in una posizione in classifica non preoccupante.
Nel campionato 2011-2012, dopo aver diretto un paio di allenamenti del Pontedecimo (Eccellenza), che lasciò a causa di contrasti con la società genovese, approdò alla guida del Rapallo nel campionato di Promozione, sostituendo Alberto Mariani. Dopo 19 giornate e una sola sconfitta, contro gli spezzini del Tarros Romito, l'allenatore venne esonerato dalla società bianconera il 23 febbraio 2012.
Nella stagione 2012-2013 fu, insieme ad Adelio Colombo, il responsabile del Settore Giovanile del Santa Maria del Taro, club di Promozione ligure per il quale svolse anche il ruolo di allenatore dei Giovanissimi e dei Pulcini B. Il 13 febbraio 2013, però, venne sollevato dall'incarico.
A giugno fece ritorno al Rapallo, ora retrocesso in Prima Categoria. La nuova avventura sulla panchina rapallina durò però poco, dato che per problemi economici la società non scese in campo nelle prime due giornate di campionato e già alla terza si ritirò dal campionato.
Nel febbraio del 2014 è diventato l'allenatore del Verbano (Eccellenza lombarda), con cui ha disputato un ottimo campionato. Nelle stagioni successive la squadra ha occupato sempre le prime posizioni in classifica, centrando in due occasioni i playoff.
Nel giugno del 2018 dopo 12 anni torna al Sestri Levante voluto dal patron Stefano Risaliti, già Direttore Generale all’Entella e suo presidente alla Caperanese. Il 12 maggio 2019 la squadra retrocede in Eccellenza dopo aver perso i play-out con l’Arconatese e Celestini il 23 maggio viene sostituito da Alberto Ruvo.
Nell’estate del 2020 diventa il nuovo allenatore dell’RG Ticino, nuovo club della provincia di Novara, conquistando subito una storica promozione in Serie D. Nel dicembre 2021 viene esonerato.
Nell'estate 2022 diviene l'allenatore del Verbano, squadra iscritta al torneo di Eccellenza Lombardo. Viene esonerato l'8 novembre 2023, salvo essere richiamato il 17 gennaio 2024.
Esonerato nuovamente, occuperà la panchina del Gavirate, lasciata libera da Alessandro Marzio, il 5 novembre dello stesso anno.

## Palmares

### Giocatore

#### Competizioni giovanili
- Campionato Primavera: 1

Napoli: 1978-1979

#### Competizioni nazionali
- Campionato italiano: 1

Napoli: 1986-1987
- Coppa Italia: 1

Napoli: 1986-1987